# 牧野圭祐
牧野 圭祐（まきの けいすけ、1980年 - ）は、日本の脚本家・小説家・ゲームシナリオライター 。愛知県岡崎市出身。愛知県立岡崎北高等学校卒業。同志社大学文学部文化学科美学及び芸術学専攻卒業。

## 経歴
脚本以外に、音楽家（bio tolva）として音源を発表している。2008年にアイスランドでデモCDを販売し、2012年6月6日1stアルバム「Chiaroscuro」をノベルサウンズよりリリース。
アメリカのミュージシャンMarc Bianchi（w:Her Space Holiday）から「bio tolvaは"Chiaroscuro"で、とても稀で美しい地点に到達した。 クラシックと現代性を併せ持つ、本当に素晴らしい作品だ」と評されるなど、国内海外で高評価を得ている。
芥川賞作家の藤野可織とは学生時代から親交がある。
また、『富士山こどもの国 夏休みフォトコンテスト』で入賞をしている。

## 賞歴
- 2006年、第32回 城戸賞最終候補。
- 2007年、第9回 日本映画エンジェル大賞入賞。[3]
- 2009年、第1回 TBS連ドラ・シナリオ大賞入選。
- 2013年、第31回 ブリュッセル国際ファンタスティック映画祭 準グランプリ（映画『アブダクティ』）。[4]
- 2013年、第14回 ブエノスアイレスRojo Sangre映画祭 (w:Buenos Aires Rojo Sangre) 脚本賞（映画『アブダクティ』）。[5]
- 2017年、『月とライカと吸血姫』「このライトノベルがすごい! 2018」〈文庫部門〉第4位。[6]
- 2022年、『月とライカと吸血姫』第53回星雲賞『日本長編部門』受賞[7]。

## 主な作品

### 脚本

#### 連続テレビドラマ
- 新参者（2010年、TBS）
- 歌セラ 第12話「ふぞろいの妊婦たち」（2010年、TBS系列）
- シマシマ（2011年、TBS）
- イロドリヒムラ 第5話「鎖国ガール」（2012年、TBS）
- HiGH&LOW season2（2016年、日テレ）
- 黒書院の六兵衛（2018年、WOWOW）

#### 単発テレビドラマ
- 恋うたドラマSP 第1夜 絢香「三日月」×成海璃子（2009年、TBS）
- 東野圭吾ミステリー 新春ドラマ特別企画 赤い指〜「新参者」加賀恭一郎再び!（2011年、TBS）

#### テレビアニメ
- 月とライカと吸血姫（2021年）原作・シリーズ構成・脚本

#### 映画
- さよならドビュッシー（2013年1月26日)
- アブダクティ（2013年10月12日）
- おー!まい!ごっど! 神様からの贈り物（2014年1月11日）
- ROAD TO HiGH&LOW（2016年5月7日）脚本協力
- HiGH&LOW THE RED RAIN（2016年10月8日）

#### ゲーム
- KILLER IS DEAD（2013年)　シナリオ協力
- 解放少女 SIN（2013年)　シナリオ
- ペルソナ5（2016年）シナリオチーム
- ペルソナQ2 ニュー シネマ ラビリンス（2018年）シナリオチーム
- ペルソナ5 ザ・ロイヤル（2019年）シナリオチーム
- ソードアート・オンライン メモデフ＆IF×ペルソナ5 ザ・ロイヤル コラボ（2020年）
- DEATHVERSE:LET IT DIE （2022年）設定協力
- ブラックスター -Theater Starless-（シーズン5第2章～）
- メタファー:リファンタジオ（2024年）シナリオチーム

#### 声劇
- H△G ワンマンライブ「銀河鉄道の夜を越えて」× 声劇『月とライカと吸血姫／星町編』（2019年）脚本・演出

### 小説
- アブダクティ 適者生存（TOブックス、2013年)
- フリック＆ブレイク 全3巻（ガガガ文庫、小学館、2015年 - 2016年）
- 月とライカと吸血姫 全7巻（ガガガ文庫、小学館、2016年 - 2021年）
- 銀河鉄道の夜を越えて〜月とライカと吸血姫 星町編〜（ガガガ文庫、小学館、2020年）
- 毒恋 ～毒もすぎれば恋となる～（角川文庫、2024年）

#### アンソロジー
- ソードアート・オンライン IF 公式小説アンソロジー（電撃文庫、KADOKAWA、2023年、原作・監修：川原礫）「この呪いをどう解いたらいいの ―シリカと幽霊少女（ゴーストガール）―」

### 漫画原作
- 荒野に煙るは死の香り 全2巻（コミックゼロサム、一迅社、2018年 - 2019年）

### 音楽関係

#### 作詞
- エガオノカナタ（Chiho feat. Majiko、2019年）TVアニメ「エガオノダイカ」OPテーマ

#### 作詞、作曲、編曲
- Chiaroscuro（bio tolva、2012年）ノベルサウンズ

#### 楽曲提供
- スペインの食の祭典「ANDALUCIA SABOR 2009」参加レストラン「TERAKOYA」PV
- 漫画元気発動計画 Domix『ZOMBIEMEN』エカテリナ編
- Life works vol.9『泣き女』監督・脚本：利重剛
- littro rettle『エーデルワイス』（#4，#12 / remix #10）